# Elnes
Elnes é uma comuna francesa na região administrativa de Altos da França, no departamento de Pas-de-Calais. Estende-se por uma área de 6,33 km². Em 2010 a comuna tinha 909 habitantes (densidade: 143,6 hab./km²).